# Якоб Васерман
Якоб Васерман (на немски: Jakob Wassermann) е германски писател от еврейски произход, автор на романи, новели, есета, разкази и автобиография.

## Биография
Якоб Васерман е роден на 10 март 1873 г. в баварския град Фюрт в семейството на неуспял търговец. Още като дете загубва майка си. Рано проявява литературни интереси и публикува различни работи в малки вестници.
Тъй като баща му не е склонен да подкрепя литературните му амбиции, след като се дипломира, Якоб започва да стажува при търговец във Виена. Отбива едногодишната си военна служба във Вюрцбург. След това живее в Южна Германия и Цюрих.
През 1894 г. Васелман се премества в Мюнхен. Там работи като секретар на влиятелен писател и издател. С негово съдействие постъпва като литературен редактор в сатиричното седмично списание „Симплицисимус“. През 1896 г. публикува първия си роман „Мелузина“ („Melusine“). В Мюнхен се сближава с писателите Райнер Мария Рилке, Хуго фон Хофманстал и Томас Ман.
В края на 1897 г. Васерман започва да пише фейлетони и театрални критики за Франкфуртер цайтунг. По поръчение на вестника се пренася във Виена, където се присъединява към писателите от кръга Млада Виена и особено се сближава с драматурга Артур Шницлер.
След 1906 г. Васерман живее с редуване във Виена и Алтаусзе, Щирия. През 1926 г. е избран в Пруската академия на изкуствата, Берлин. Напуска я през 1933 г., за да избегне изселването си от нацистите.
През същата година книгите му са забранени в Германия поради еврейския му произход.
Якоб Васерман умира на 1 януари 1934 г. от сърдечен удар в дома си в Алтаусзе, Австрия.

## Творчество
Творчеството на Васерман включва поезия, есета, романи и разкази. За най-важни негови произведения се смятат романът „Делото Мавриций“ („Der Fall Maurizius“) (1928) и автобиографията „Mein Weg als Deutscher und Jude“ („Моят път като немец и евреин“) (1921), в която обсъжда напрегнатата връзка между своята немска и еврейска самоличност.